# 聖詹姆斯教堂 (詹姆斯敦)

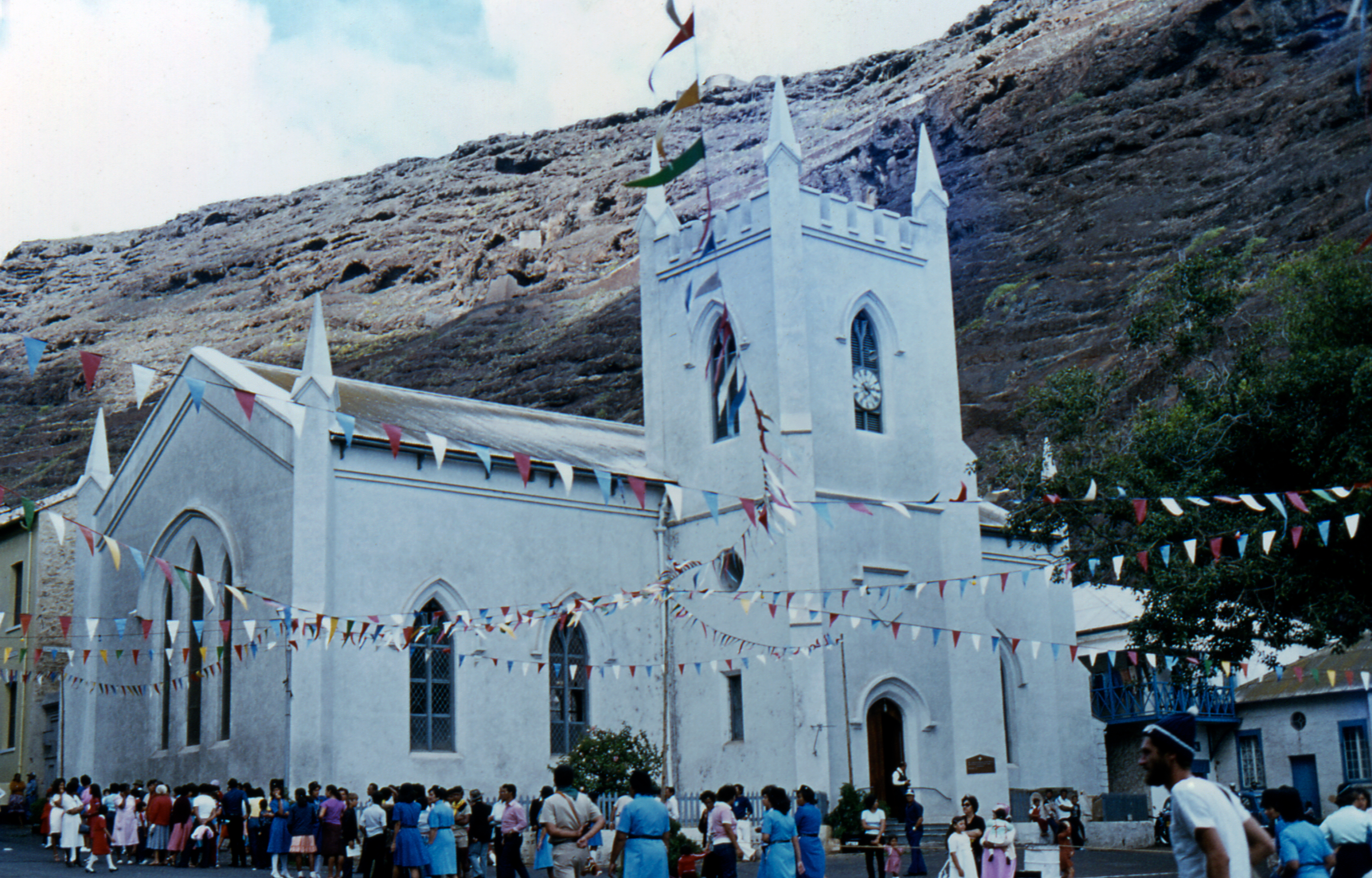
1985年時的聖詹姆斯教堂

聖詹姆斯教堂（Saint James' Church）是聖赫勒拿的一座教堂。這座教堂位於詹姆斯敦，是南半球最古老的聖公會教堂。教堂建築修建於1774年。1843年和1869年，教堂進行了改建。教堂頂部有座尖頂，但因安全原因而在1980年拆除。2020年恢復。這座建築是英國的I級登錄建築。